# Agrianthus empetrifolius
Agrianthus empetrifolius là một loài thực vật có hoa trong họ Cúc. Loài này được Mart. ex DC. mô tả khoa học đầu tiên năm 1836.